# Mỹ Sơn
Mỹ Sơn (o Mi-sön) és un complex de temples hindús, situat al poble de Duy Phú, al districte administratiu de Duy Xuyên a la província Quang Nam, al Vietnam, 69 km al sud-oest de Da Nang, i aproximadament a 10 km de la ciutat històrica de Trà Kiệu. Comprèn molts temples Txampa, en una vall d'aproximadament 2 km d'amplada, envoltada de dues serralades. Era el lloc de la cerimònia religiosa dels reis de la dinastia Champa, i era també el lloc on s'enterraven els reis Champa i els herois nacionals. El complex de temples de Mỹ Sơn és un dels més importants de l'hinduisme al sud-est asiàtic i el primer d'aquesta naturalesa al Vietnam.
El santuari de Mỹ Sơn està inscrit a la llista del patrimoni de la Humanitat de la UNESCO des del 1999.
Aquest conjunt de temples és comparat sovint amb altres del sud-est asiàtic com Angkor (Cambodja), Borobodur, (Illa de Java, Indonèsia), Bagan (Birmània) i Ayutthaya (Tailàndia).